# فهرست فرودگاه‌های کلاس B ایالات متحده آمریکا
آریزونا:
- PHX/KPHX فرودگاه بین‌المللی فینکس اسکای هاربر

کالیفرنیا:
- LAX/KLAX فرودگاه بین‌المللی لس‌آنجلس
- NKX/KNKX پایگاه نیروی هوایی، دریایی میرامار
- SAN/KSAN فرودگاه بین‌المللی سن دیه‌گو
- SFO/KSFO فرودگاه بین‌المللی سانفرانسیسکو

کلرادو:
- DEN/KDEN فرودگاه بین‌المللی دنور

فلوریدا:
- MCO/KMCO فرودگاه بین‌المللی اورلاندو (فلوریدا)
- MIA/KMIA فرودگاه بین‌المللی میامی
- TPA/KTPA فرودگاه بین‌المللی تمپا

جورجیا:
- ATL/KATL فرودگاه بین‌المللی هارتسفیلد-جکسون آتلانتا

هاوائی:
- HNL/PHNL فرودگاه بین الملی هونولولو

ایلی‌نوی:
- ORD/KORD فرودگاه بین‌المللی اوهیر شیکاگو

کنتاکی:
- CVG/KCVG فرودگاه بین‌المللی سینسیناتی/کنتاکی شمالی

لوئیزیانا:
- MSY/KMSY فرودگاه بین‌المللی لوئیز آرمسترانگ نیو اورلنان

مریلند:
- ADW/KADW پایگاه شکاری اندروز
- BWI/KBWI فرودگاه بین‌المللی ثرگود مارشال بالتیمور واشینگتن

ماساچوست:
- BOS/KBOS فرودگاه بین‌المللی لوگان (Boston)

میشیگان:
- DTW/KDTW فرودگاه متروپولیتن وین کانتی دیترویت

مینه‌سوتا:
- MSP/KMSP فرودگاه بین‌المللی مینیاپولیس−سنت پل

میزوری:
- MCI/KMCI فرودگاه بین‌المللی کانزاس‌سیتی
- STL/KSTL فرودگاه بین‌المللی لامبرت-ست لوی

نوادا:
- LAS/KLAS فرودگاه بین‌المللی مک‌کاران

نیوجرسی:
- EWR/KEWR فرودگاه بین‌المللی لیبرتی نیوآرک

نیویورک (ایالت):
- JFK/KJFK فرودگاه بین‌المللی جان اف کندی
- LGA/KLGA فرودگاه لاگواردیا

کارولینای شمالی:
- CLT/KCLT فرودگاه بین‌المللی شارلوت داگلاس

اوهایو:
- CLE/KCLE فرودگاه بین‌المللی کلیولند هاپکینز

پنسیلوانیا:
- PHL/KPHL فرودگاه بین‌المللی فیلادلفیا
- PIT/KPIT فرودگاه بین‌المللی پیتسبورگ

تنسی:
- MEM/KMEM فرودگاه بین‌المللی ممفیس

تگزاس:
- DFW/KDFW فرودگاه بین‌المللی دالاس-فورت ورث
- HOU/KHOU فرودگاه ویلیام پی. هابی (Secondary Class B Airport)
- IAH/KIAH فرودگاه بین‌المللی جرج بوش (Houston)

یوتا:
- SLC/KSLC فرودگاه بین‌المللی سالت‌لیک‌سیتی

ویرجینیا:
- DCA/KDCA فرودگاه ملی رونالد ریگان واشنگتن
- IAD/KIAD فرودگاه بین‌المللی دالس واشینگتن

ایالت واشینگتن:
- SEA/KSEA فرودگاه بین‌المللی سیتل-تاکوما